# Stufa a olle

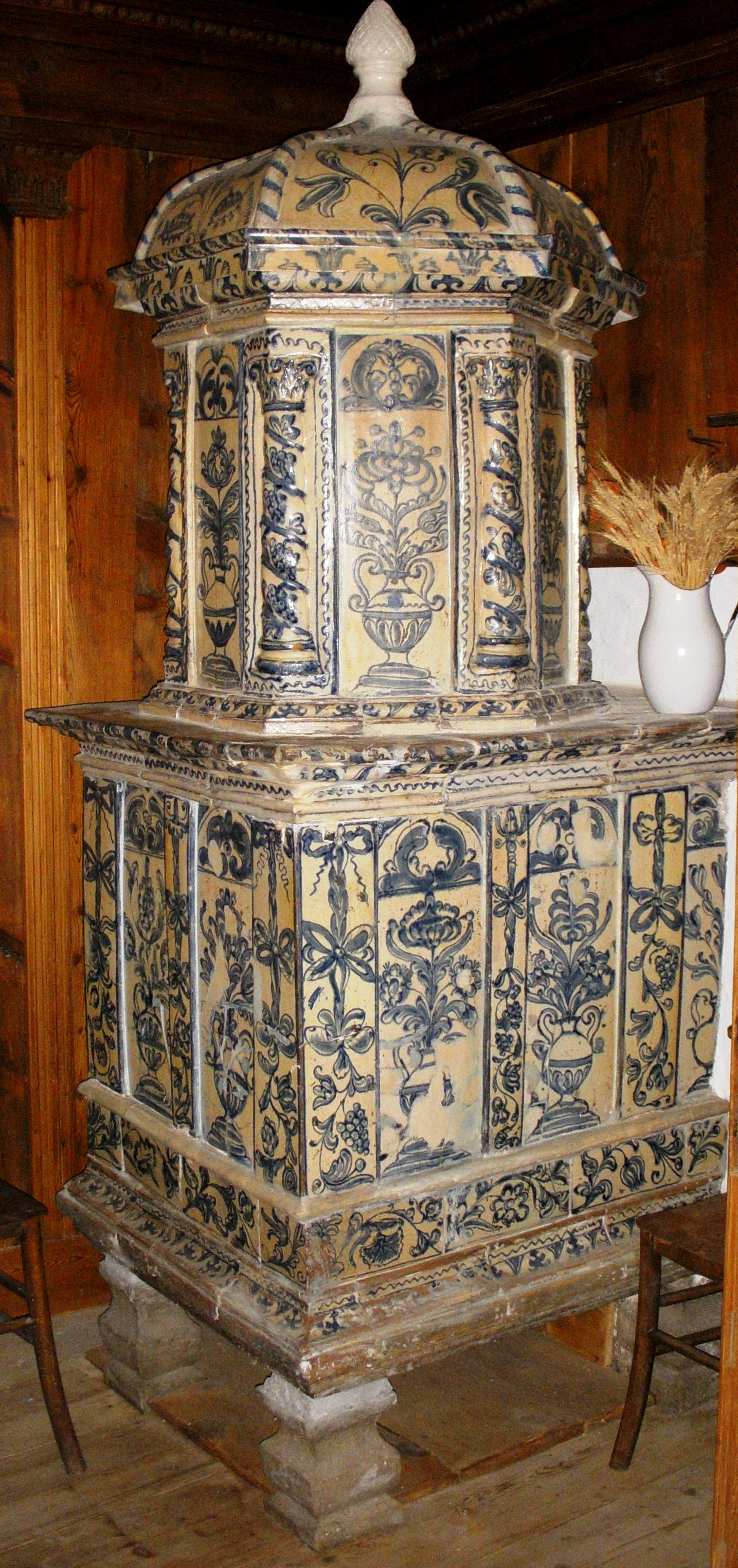
Stufa a olle con sfondo bianco e decorazioni blu

La stufa a olle è una tipologia di stufa in maiolica capace di emanare e diffondere calore nell'ambiente circostante. La sua peculiarità è quella di mantenere il calore anche dopo lo spegnimento del fuoco, grazie alle olle di argilla ed ai mattoni refrattari che accumulano e trattengono il calore per molte ore.

## Storia
Nel Museo tirolese delle Arti e delle Tradizioni Popolari di Innsbruck si può ammirare un’antica stufa contadina del XVI secolo, proveniente dalla Val Pusteria, caratterizzata dalla parte superiore a volta schiacciata, che ricorda in modo evidente gli antichi forni da pane. Non sembra quindi azzardato ipotizzare che la stufa trovi le sue radici proprio in questi antichi manufatti di cui sono state trovate tracce, già nei villaggi palafitticoli dell’età del bronzo. Questi forni da pane erano costituiti da un fondo di argilla rinforzato con corteccia d’albero su cui poggiavano lastre di pietra funzionanti da accumulatori di calore. La volta a botte del forno veniva ottenuta con l’intreccio di rami flessibili (come il salice ad esempio) coperti poi da argilla, mentre l’imboccatura del forno veniva poi chiusa con una lastra di pietra. 
Quando ci si rese conto che il forno oltre a cuocere, irradiava calore nello spazio circostante, nacque il concetto di stufa, è logico presumere che questa scoperta sia avvenuta nelle regioni a clima freddo e infatti è proprio in regioni come quelle alpine che si svilupperà nel tempo tutta una cultura del manufatto stufa, prima in cotto, poi in maiolica, cultura che continua tuttora.
Le prime stufe ebbero basi rettangolari ed altezze piuttosto contenute (1,40 – 1 ,60 mt.). Alcune erano piane, altre erano munite superiormente di una volta a botte (è la cosiddetta stufa a muletto). Intorno alla stufa frequentemente veniva posta un’impalcatura in legno che consentiva la sistemazione di una panca, serviva da appoggio per panni che dovevano asciugare, ma cosa più importante serviva durante l’inverno a sostenere un pagliericcio; una specie di letto provvisorio per le persone anziane che volevano dormire al caldo. Questo per le modeste case dei contadini. 
Nei palazzi e nei castelli si realizzavano invece stufe molto più alte (ad uno o due corpi sovrapposti). Quello inferiore di dimensioni maggiori, con zoccolo e cornicione, appoggiava su un solido basamento di legno o di pietra munito sul davanti di piedini e inserito, sul retro, nella parete. A volte però i piedini erano anche sul retro. Il corpo superiore “a torre”, poteva essere rettangolare od ottagonale, a volte anche tondo e con cupoletta finale. Il colore in genere usato era il verde, che dominò incontrastato per lungo tempo, particolarmente in Alto Adige e in Trentino, dove era rinomata la produzione di Sfruz, ma nel Settecento si usò molto anche il bianco con decorazioni su vari toni di azzurro. Più raramente la terra di Siena e i bruni in genere. 
Tra la fine del Settecento e per tutto l’Ottocento prese gran voga la stufa a corpo cilindrico con decorazione a rilievi che riecheggiano lo stile Impero. La stufa si impreziosisce con medaglioni che raffigurano personaggi famosi o sacri e viene quasi completamente abbandonata la vecchia stufa con volta a botte. Ma alla fine dell’Ottocento le stufe riacquistano la pianta quadrata e l’aspetto di un alto parallelepipedo che pur restringendosi, a volte, nella parte superiore, non mantiene più la sostanziale differenza tra corpo inferiore e corpo superiore che aveva caratterizzato le stufe dei secoli precedenti.
Per esigenze di mercato e di produzione le formelle a stampaggio, quadre, sono eseguite in un solo colore e propongono motivi geometrici a rilievo per mettere in evidenza il gioco delle ombre. In tempi recenti, quando dopo un lungo periodo di oblio la stufa di maiolica viene di nuovo in auge, vengono riprese sia le antiche forme delle varie epoche. Così come vengono studiate nuove forme più aderenti al gusto dei nostri giorni, fino al Postmoderno.

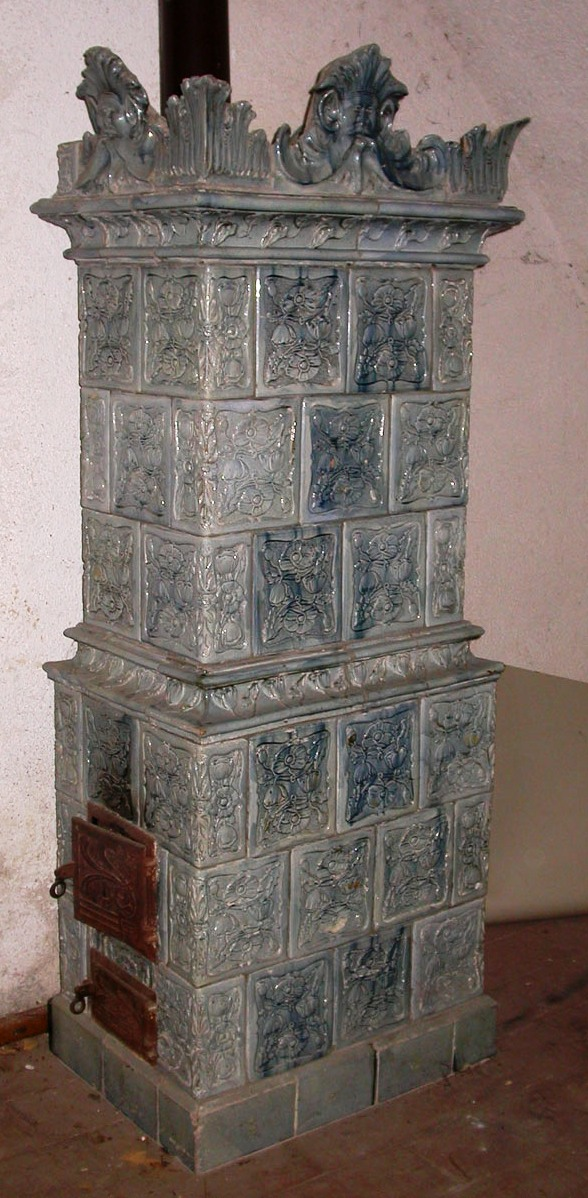
Altro esempio di stufa a olle

## La produzione di Sfruz
Le fornaci presenti a Sfruz (in Trentino) erano presumibilmente due: quella dei Biasi, poco documentata da fonti scritte e materiali e quella della famiglia Cavosi. È proprio dal XVI secolo che si attesta per la prima volta, attraverso fonti documentarie, la presenza di fornaci e mastri “fornelari” nell'abitato di Sfruz. Infatti, nell'archivio parrocchiale del paese di Vervò, a pochi chilometri da Sfruz, venne trovata una pergamena, datata 26 maggio 1532, in cui si faceva riferimento ad un certo “Maestro” Cristoforo Cavosi da Fruzo. Il lavoro prodotto dai fornellari sfruzzini non è stimabile in modo esatto, ma grazie ad un documento storico ritrovato qualche anno fa “Libro dove si ordianano i forneli”, è stata confermata l'intensa laboriosità dei fornellari sfruzzini ed il primato alla famiglia Cavosi: nell'arco di 63 anni, a partire dal 1792 fino al 1854, riuscirono a vendere 1121 stufe a olle. Oltre ad essere vendute in Val di Non, le stufe a olle di Sfruz arrivarono a Mantova, Ferrara, Vienna e Salisburgo. Nel paese di Sfruz, le stufe riconosciute come originali sono 29.In seguito alla Seconda Rivoluzione Industriale ed al progresso tecnologico, le stufe a olle vennero sostituite con nuove e moderne tecniche di riscaldamento. Molte stufe vennero distrutte, ma fortunatamente non tutte vennero demolite. A distanza di molto tempo, oggi è nato il desiderio di riscoprire e rivalorizzare l'arte antica delle stufe a olle.

### L'argilla di Sfruz
Ciò che distingue le stufe a olle di Sfruz dalle altre è la materia prima con le quali vennero costruite, ossia l'argilla, e le maioliche degli Anabattisti faentini, con le quali vennero decorate.
L'argilla di Sfruz si distingue per la sua purezza, in quanto la sua percentuale sabbiosa è molto bassa; dall'analisi granulometrica del Dott. Francesco Angelelli si hanno i risultati della sua composizione: 0,50% di sabbia, 2,20% di limo e 97,30% di argilla. Gli accumuli di argilla che si sono formati nelle cave della Val di Non, hanno rappresentato la materia prima per la lavorazione, la cottura e la creazione di ceramiche resistenti a forti calori.

### I periodi della produzione sfruzzese
L'arte dei fornellari di Sfruz può essere classificata in quattro periodi, ai quali corrispondono quattro diversi tipi di produzione. 
- Il primo periodo (seconda metà del 400) con stufe che presentano quindi colori luminosi: turchino, viola, verde e giallo.
- Il secondo periodo investe il XVII-XVIII secolo ed è caratterizzato dalla produzione di stufe con sfondo bianco-latte e decorazioni di colore verde-blu. *Il terzo periodo va da fine 700 a metà 800 e corrisponde alla produzione di stufe a sfondo verde con rilievi in bianco.

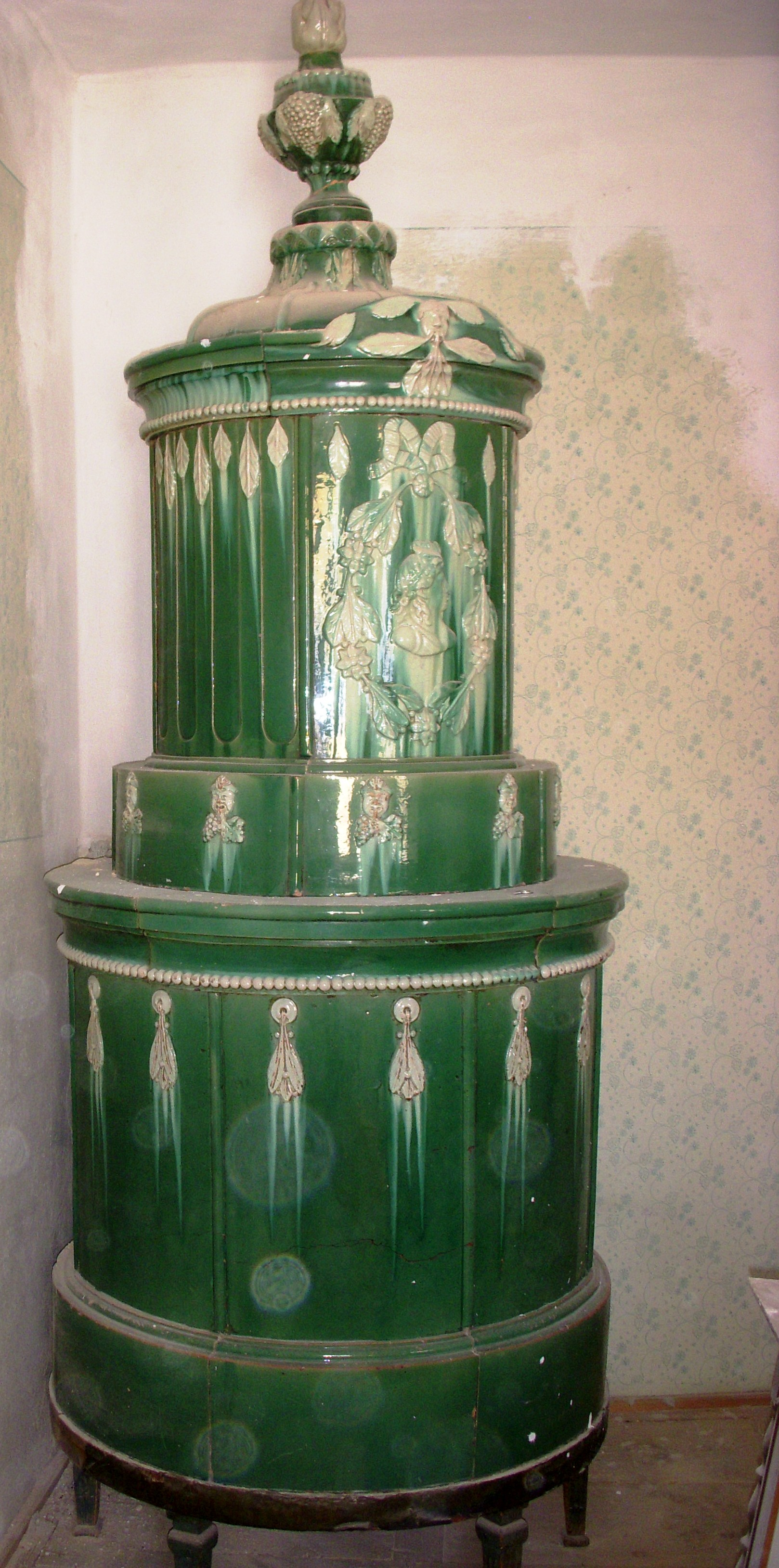
Stufa a olle con sfondo verde e decorazioni bianche

- L'ultimo periodo invece prosegue fino alla Rivoluzione industriale e con esso ai pannelli, in cui vennero sostituite le olle di tutti i vari colori.

I materiali utilizzati per formare i colori erano materiali naturali: ferro, magnesio, piombo, rame, sale e farina. Questi venivano messi nel forno ed inceneriti alla temperatura di 700-800 gradi centigradi.